# Cerataulina subapicalis
Cerataulina subapicalis är en tvåvingeart som beskrevs av Friedrich Georg Hendel 1913. Cerataulina subapicalis ingår i släktet Cerataulina och familjen lövflugor.
Artens utbredningsområde är Taiwan. Inga underarter finns listade i Catalogue of Life.